# Пелещишин Андрій Миколайович
Андрі́́й Микола́йович Пелещи́шин (21 травня 1973, Львів, УРСР, СРСР — 10 лютого 2021, Львів, Україна) — український науковець, доктор технічних наук, професор, завідувач кафедри соціальних комунікацій та інформаційної діяльності Інституту гуманітарних та соціальних наук Національного університету «Львівська політехніка».

## Біографічні дані та освіта
Андрій Пелещишин народився 21 травня 1973 року у Львові в родині науковців. Батько — Пелещишин Микола Андрійович, брат — Пелещишин Ростислав Миколайович. У 1990—1995 роках навчався на факультеті прикладної математики Львівського державного університету імені Івана Франка, який закінчив із відзнакою.
З 1995 року працював на посаді стажиста-дослідника кафедри «Інформаційні системи та мережі» Національного університету «Львівська політехніка».
У 1996—1999 роках навчався в стаціонарній аспірантурі кафедри інформаційних систем та мереж. З 1999 по 2001 рік працював на посаді асистента, а з 2001 року — на посаді доцента цієї ж кафедри. У 2001 році захистив кандидатську дисертацію «Методи та алгоритми моделювання Web-систем». У 2003 році здобув вчене звання доцента. У 2008 році захистив дисертацію «Методи та засоби позиціонування сайтів у системі World Wide Web», здобувши науковий ступінь доктора технічних наук.
Упродовж 2008—2011 років працював професором кафедри «Інформаційні системи та мережі». З 2011 року завідував кафедрою соціальних комунікацій та інформаційної діяльності Національного університету «Львівська політехніка»..
Андрій Пелещишин помер 10 лютого 2021 у Львові.

## Наукова робота

### Напрямки наукових досліджень
- Системотворчі процеси World Wide Web.
- Методи побудови інформаційного суспільства.
- Позиціонування сайтів у WWW.
- Соціальні мережі у WWW та інформаційні технології соціальних комунікацій.

### Окремі праці
- Андрій Пелещишин, Юрій Пероганич Формування суспільного авторитету ВНЗ через онлайн-енциклопедію Вікіпедія. Комп'ютерні науки та інформаційні технології: Матеріали 4-ї Міжнародної науково-технічної конференції CSIT-2009. — Львів: Видавництво ПП «Вежа і Ко», 2009, — С. 31-33. — ISBN 987-966-2191-09-7.

### Блоги
Андрій Пелещишин вів власний блог на своєму персональному сайті «Андрій Пелещишин. Особистий сайт [Архівовано 17 лютого 2009 у Wayback Machine.]»:
| - Фотоблог Львова. - Нові віяння у підготовці наукових кадрів. - Карма як елемент бізнесу. - Чому я проти НЛП. - Захист докторської дисертації. - Монографія «Позиціонування сайтів в глобальному інформаційному середовищі». - Подарунок для Цьоці Асі. ICQ та інтелектуальна власність. - Ідея, час якої настав. - Оптимізація форумів та інших форм спільнот користувачів WWW. - Web 2.0 та Україна. Версія друга. - Веб 2.0 — другий шанс для Уанету. - Технологія AJAX та пошукові системи. - ЛемінгНет. - Якоб Нільсен: «Пошукові системи — п'явки на тілі Вебу». - Форум Рідного Міста. - Google припинив трансляцію PageRank. | - Вибір спеціальності. Прості поради. - Акселератор від Google. - Візуальна структура сторінки з точки зору Гугла. - Adsense в стрічках блогів. - Банерна реклама від Google. - Простий візуальний редактор для XHTML. - Причини невдач впровадження корпоративних систем. - linkdomain — пошук усіх посилань на сайт від Yahoo. - Як організовувати зустрічі в реалі. - Гарний список роботів. - Нарешті опублікована остання татова книга. - Пошукові системи та інтелектуальна власність. - Ботнети. - На Рідному новий проєкт. - Я не проти ІТ :), я проти моди. |

### Проєкти
Окрім блогу, Андрій Пелещишин мав власні проєкти на своєму сайті «Андрій Пелещишин. Особистий сайт [Архівовано 17 лютого 2009 у Wayback Machine.]»:
- Форум Рідного Міста [Архівовано 2 червня 2020 у Wayback Machine.][7].
- Спілкуйся рідною!.
- Фестиваль «Підкамінь».
- Етнофестиваль «Чисті джерела Бугу».
- Журнал «Інформаційні технології. Аналітичні матеріали» [Архівовано 18 березня 2022 у Wayback Machine.][8].

### Монографії та навчальні посібники
Андрій Миколайович Пелещишин є автором 2-х монографій та навчального посібника:
- Пелещишин А. М. Позиціонування сайтів у глобальному інформаційному середовищі. — Львів: Вид-во Національного університету «Львівська політехніка», 2007. — 258 с.
- Пасічник В. В., Жежнич П. І., Кравець Р. Б., Пелещишин А. М., Тарасов Д. М. Глобальні інформаційні системи та технології (моделі ефективного аналізу, опрацювання та захисту даних). — Львів: Вид-во Національного університету «Львівська політехніка», 2006. — 350 с.
- Пелещишин А. М., Жежнич П. І., Марковець О. В. Розроблення комплексних Вебсайтів за допомогою мови програмування PERL. — Львів: Вид-во Національного університету «Львівська політехніка», 2007. — 160 с.

Пелещишин А. М. є автором понад 60 наукових праць та понад 100 популярних матеріалів зі світу інформаційних технологій. Веде персональну рубрику в журналі.
Був членом 2-х спеціалізованих рад за спеціальностями «Математична, прикладна та структурна лінгвістика» та «Телекомунікаційні системи».

## Навчальна робота
Дисципліни, які викладає:
- Інтернет-технології опрацювання консолідованих інформаційних ресурсів.
- Сучасні технології управлінського документообігу.

## Громадська діяльність
Андрій Пелещишин ініціював проєкти:
- Українська наукова Інтернет-спільнота [Архівовано 9 травня 2020 у Wayback Machine.][11].
- Онлайн-журнал «Інформаційні технології. Аналітичні матеріали» — Інтернет, інформаційна безпека, бази даних, ІТ-новини [Архівовано 18 березня 2022 у Wayback Machine.].
- Форум міста Львів (Форум рідного міста) [Архівовано 2 червня 2020 у Wayback Machine.].

Андрій Пелещишин був членом громадської організації «Вікімедіа Україна» (2011—2015).